# Rushden & Diamonds Football Club
Il Rushden & Diamonds Football Club è stata una società calcistica con sede a Irthlingborough, in Inghilterra.
Il club è nato nel 1992 come risultato della fusione di Rushden Town e Irthlingborough Diamonds e si è sciolto nel 2011 a causa di problemi finanziari.
Giocava le partite casalinghe al Nene Park. Ha raggiunto i suoi massimi risultati nei primi anni duemila, con la promozione in Second Division, la terza serie del calcio inglese.

## Statistiche e record

### Partecipazione ai campionati
| Livello | Categoria                        | Partecipazioni | Debutto   | Ultima stagione | Totale |
| ------- | -------------------------------- | -------------- | --------- | --------------- | ------ |
| 3º      | Second Division                  | 1              | 2003-2004 | 2003-2004       | 1      |
| 4º      | Third Division                   | 2              | 2001-2002 | 2002-2003       | 4      |
| 4º      | League Two                       | 2              | 2004-2005 | 2005-2006       | 4      |
| 5º      | Conference                       | 10             | 1996-1997 | 2010-2011       | 10     |
| 6º      | Southern League Premier Division | 2              | 1994-1995 | 1995-1996       | 2      |
| 7º      | Southern League Midland Division | 2              | 1992-1993 | 1992-1993       | 2      |

## Palmarès

### Competizioni nazionali
- Campionato inglese di quarta divisione: 1

2002-2003
- Conference League: 1

2000-2001
- Southern Football League: 1

1995-1996

### Altri piazzamenti
- FA Trophy:

Semifinalista: 1994-1995